# 동문항
동문항은 경상남도 고성군 하일면 동화리에 있는 어항이다. 2002년 8월 6일 어촌정주어항으로 지정하여 관리하고 있다. 시설관리자는 고성군수이다.

## 어항 구역
- 수역: 동문 간이골 새마을회관 앞 지선에서 동문선착장과 동문(2)선착장 동남쪽 돌출부를 연결한 선내수면
- 육역: 경남 고성군 하일면 동화리 399-12번지 외 13필지

## 어항 시설
- 호안 198m, 선착장 120m

## 주요 어종
- 굴, 멸치, 갯장어, 감성돔, 도다리, 갯가재, 물매기, 바지락 등